# Regulator cistično fibrozne transmembranske provodnosti
Regulator cistično fibrozne transmembranske provodnosti (CFTR) je protein koji je kod ljudi kodiran CFTR genom.
CFTR je jonski kanal ABC transporterske klase koji transportuje hloridne i tiocijanatne jone kroz epitelijalne ćelijske membrane. Mutacije CFTR gena utiču na funkcionisanje hloridnih jonskih kanala u tim ćelijskim membranama, što dovodi do cistične fibroze i kongenitalnog odsustva vas deferensa.

## Gen
Gen koji kodira CFTR protein se nalazi na ljudskom hromozomu 7, na dugoj ruci u poziciji q31.2. od baznog para 116,907,253 do baznog para 117,095,955. CFTR ortolozi su takođe identifikovani kod svih sisara čiji kompletan genom je dostupan.
CFTR gen je korišten kod životinja kao filogenetički marker nuklearne DNK. Velike genomske sekvence ovog gena su korištene za istraživanje filogenioje glavne grupe sisara, i potvrđeno je grupisanje placentalnog redosleda u četiri glavna roda: Xenarthra, Afrotheria, Laurasiatheria, i Euarchonta plus Glires.

### Mutacije
Više od hiljadu mutacija je opisano na CFTR genu. Mutacije mogu da uzrokuju dva genetička poremećaja, kongenitalno bilateralno odsustvo vas deferens i bolje poznati poremećaj, cističnu fibrozu. Oba poremećaju nastaju zbog blokade kretanja jona, i stoga transporta vode u i iz ćelija. U kongenitalnom bilateralnom odsustvu vas deferens, protein može još uvek da bude funkcionalan, ali nema normalnu efikasnost, što dovodi do produkcije guste sluzi, koja blokira razvoj vas deferensa. Kod ljudi sa mutacijama koje dovode do cistične fibroze, do blokade jonskog transport dolazi u epitelijalnim ćelijama koje opasuju prolaze pluća, pankreasa, i drugih organa. To dovodi do hronične disfunkcije, invaliditeta, i skraćenog životnog veka.
Najčešća mutacija, ΔF508 je rezultat brisanja (Δ) tri nukleotida što dovodi do gubitka aminokiseline fenilalanina (F) u 508toj poziciji proteina. Posledica toga je da se protein ne sklapa normalno i biva brže degradiran.
Velika većina mutacija je veoma retka. Distribucija i frekvencija mutacija varira među različitim populacijama, što ima implikacije za genetičko testiranje i savetovanje.
Mutacije se sastoje od zamena, dupliciranja, brisanja ili skraćivanja u CFTR genu. Njihova posledica može da bude formiranje proteina koji nisu funkcionalni, koji su manje efektivni, brže se razgrađuju, ili su prisutni u neadekvatnom broju.
Po nekim hipotezama mutacije u CFTR genu mogu da pruže selektivnu prednost heterozigotnim individuama. Ćelije koje izražavaju mutiranu formu CFTR proteina su otporne na invaziju bakterije Salmonella typhi, agensa tifoidne groznice, a miševi koji nose jednu kopiju mutiranog CFTR su otporni na dijareju uzrokovanu toksinom kolere.

### Spisak čestih mutacija
Najčešće mutacije među osobama evropeidne rase su:
- ΔF508
- G542X
- G551D
- N1303K
- W1282X

## Struktura
CFTR gen je približno 189 kb dug, sa 27 eksona i 26 introna. CFTR je glikoprotein sa 1480 aminokiselina. Ovaj protein se sastoji od pet domena. Među njima su dva transmembranska domena, svaki sa šest prolaza alfa heliksa. Oni su povezani sa domenom vezivanja nukleotida (NBD) u cutoplazmi. Prvi NBD je povezan sa drugim transmembranskim domenom putem regulatornog "R" domena koji je jedinstveno svojstvo CFTR, koje nije zastupljeno u drugim ABC transporterima. Jonski kanal se otvara samo kad je njegov R-domen fosforilisan posredstvom PKA i kad je ATP vezan u NB domenima. Karboksilni terminal proteina je pričvršćen za citoskeleton pomoću PDZ-interaktivnog domena.

## Literatura
- Kulczycki LL, Kostuch M, Bellanti JA (2003). „A clinical perspective of cystic fibrosis and new genetic findings: relationship of CFTR mutations to genotype-phenotype manifestations”. Am. J. Med. Genet. A. 116A (3): 262—7. PMID 12503104. doi:10.1002/ajmg.a.10886.
- Vankeerberghen A, Cuppens H, Cassiman JJ (2002). „The cystic fibrosis transmembrane conductance regulator: an intriguing protein with pleiotropic functions”. J. Cyst. Fibros. 1 (1): 13—29. PMID 15463806. doi:10.1016/S1569-1993(01)00003-0.
- Tsui LC (1992). „Mutations and sequence variations detected in the cystic fibrosis transmembrane conductance regulator (CFTR) gene: a report from the Cystic Fibrosis Genetic Analysis Consortium”. Hum. Mutat. 1 (3): 197—203. PMID 1284534. doi:10.1002/humu.1380010304.
- McIntosh I, Cutting GR (1992). „Cystic fibrosis transmembrane conductance regulator and the etiology and pathogenesis of cystic fibrosis”. FASEB J. 6 (10): 2775—82. PMID 1378801.
- Drumm ML, Collins FS (1993). „Molecular biology of cystic fibrosis”. Mol. Genet. Med. 3: 33—68. PMID 7693108. doi:10.1016/b978-0-12-462003-2.50006-7.
- Kerem B, Kerem E (1996). „The molecular basis for disease variability in cystic fibrosis”. Eur. J. Hum. Genet. 4 (2): 65—73. PMID 8744024.
- Devidas S, Guggino WB (1997). „CFTR: domains, structure, and function”. J. Bioenerg. Biomembr. 29 (5): 443—51. PMID 9511929. doi:10.1023/A:1022430906284.
- Nagel G (1999). „Differential function of the two nucleotide binding domains on cystic fibrosis transmembrane conductance regulator”. Biochim. Biophys. Acta. 1461 (2): 263—74. PMID 10581360. doi:10.1016/S0005-2736(99)00162-5.
- Boyle MP (2000). „Unique presentations and chronic complications in adult cystic fibrosis: do they teach us anything about CFTR?”. Respir. Res. 1 (3): 133—5. PMC 59552 . PMID 11667976. doi:10.1186/rr23.
- Greger R, Schreiber R, Mall M, Wissner A, Hopf A, Briel M, Bleich M, Warth R, Kunzelmann K (2001). „Cystic fibrosis and CFTR”. Pflugers Arch. 443 Suppl 1: S3—7. PMID 11845294. doi:10.1007/s004240100635.
- Bradbury NA (2001). „cAMP signaling cascades and CFTR: is there more to learn?”. Pflugers Arch. 443 Suppl 1: S85—91. PMID 11845310. doi:10.1007/s004240100651.
- Dahan D, Evagelidis A, Hanrahan JW, Hinkson DA, Jia Y, Luo J, Zhu T (2001). „Regulation of the CFTR channel by phosphorylation”. Pflugers Arch. 443 Suppl 1: S92—6. PMID 11845311. doi:10.1007/s004240100652.
- Cohn JA, Noone PG, Jowell PS (2002). „Idiopathic pancreatitis related to CFTR: complex inheritance and identification of a modifier gene”. J. Investig. Med. 50 (5): 247S—255S. PMID 12227654.
- Schwartz M (2003). „[Cystic fibrosis transmembrane conductance regulator (CFTR) gene: mutations and clinical phenotypes]”. Ugeskrift for Læger. 165 (9): 912—6. PMID 12661515.
- Wong LJ, Alper OM, Wang BT, Lee MH, Lo SY (2003). „Two novel null mutations in a Taiwanese cystic fibrosis patient and a survey of East Asian CFTR mutations”. Am. J. Med. Genet. A. 120A (2): 296—8. PMID 12833420. doi:10.1002/ajmg.a.20039.
- Cuppens H, Cassiman JJ (2004). „CFTR mutations and polymorphisms in male infertility”. Int. J. Androl. 27 (5): 251—6. PMID 15379964. doi:10.1111/j.1365-2605.2004.00485.x.
- Cohn JA, Mitchell RM, Jowell PS (2005). „The impact of cystic fibrosis and PSTI/SPINK1 gene mutations on susceptibility to chronic pancreatitis”. Clin. Lab. Med. 25 (1): 79—100. PMID 15749233. doi:10.1016/j.cll.2004.12.007.
- Southern KW, Peckham D (2004). „Establishing a diagnosis of cystic fibrosis”. Chron Respir Dis. 1 (4): 205—10. PMID 16281647. doi:10.1191/1479972304cd044rs.
- Kandula L, Whitcomb DC, Lowe ME (2006). „Genetic issues in pediatric pancreatitis”. Curr Gastroenterol Rep. 8 (3): 248—53. PMID 16764792. doi:10.1007/s11894-006-0083-8.
- Marcet B, Boeynaems JM (2006). „Relationships between cystic fibrosis transmembrane conductance regulator, extracellular nucleotides and cystic fibrosis”. Pharmacol. Ther. 112 (3): 719—32. PMID 16828872. doi:10.1016/j.pharmthera.2006.05.010.
- Wilschanski M, Durie PR (2007). „Patterns of GI disease in adulthood associated with mutations in the CFTR gene”. Gut. 56 (8): 1153—63. PMC 1955522 . PMID 17446304. doi:10.1136/gut.2004.062786.

## Spoljašnje veze
- GeneReviews/NCBI/NIH/UW entry on CFTR-Related Disorders - Cystic Fibrosis (CF, Mucoviscidosis) and Congenital Absence of the Vas Deferens (CAVD)
- The Cystic Fibrosis Transmembrane Conductance Regulator Protein
- The Human Gene Mutation Database - CFTR Records
- Cystic Fibrosis Mutation Database
- Oak Ridge National Laboratory CFTR Information
- CFTR at OMIM (National Center for Biotechnology Information)